# Chamberer
Chamberer var en tjänst vid det personliga hushållet hos en kvinnlig medlem av kungafamiljen vid det engelska hovet, känd från åtminstone 1400-talet och framåt. 
Tjänsten var en ungefärlig motsvarighet till Groom of the privy chamber i kungens hushåll. Kvinnor som utnämndes till tjänsten skulle vara döttrar till en godsägare, men behövde inte vara adliga, och tillhörde alltså normalt den så kallade gentry-klassen.
En chamberer utförde praktiska uppgifter i drottningens privata hushåll, samt sekreraruppgifter och utgjorde sällskap. Hon utförde ofta broderi och tvättade de mer ömtåliga plaggen, så som kragar och manschetter. Hon utförde dock inte grövre hushållsarbete som att tvätta kläder: detta gjordes av så kallade lavenders. 
Chamberers status i hierarkin och huruvida de ska betecknas som tjänare eller hovdamer är diffus, men vanligen tycks de inte ha betraktats som tjänare: de valdes ur familjer som inte tillhörde adeln men ändå räknades som tillhörande aristokratin, och det nämns att de närvarade vid högtidliga kungliga ceremonier. Det var också vanligt att en chamberer befordrades till "gentlewomen of the privy chamber", och dessa hade klar status som hovdamer. 